# بيريل كروكفورد
بيريل كروكفورد (بالإنجليزية: Beryl Crockford)‏ هي مجدفة بريطانية، ولدت في 26 يونيو 1950 في لندن في المملكة المتحدة، وتوفيت في 11 سبتمبر 2016 في Westmead Hospital ‏ في أستراليا.

## وصلات خارجية
- بيريل كروكفورد على موقع الاتحاد الدولي للتجديف (الإنجليزية)
- بيريل كروكفورد على موقع الاتحاد الدولي للتجديف (الإنجليزية)
- بيريل كروكفورد على موقع اللجنة الأولمبية الدولية (الإنجليزية)
- بيريل كروكفورد على موقع أوليمبيديا (الإنجليزية)
- بيريل كروكفورد على موقع اتحاد ألعاب الكومنولث (مؤرشف) (الإنجليزية)